# هورست كراوزه
هورست كراوزه (بالألمانية: Horst Krause)‏ (و. 1941  م) هو ممثل مسرحي، وممثل أفلام، وممثل تلفزي من ألمانيا، وألمانيا الشرقية.

## التعليم
تعلم في أكاديمية إرنست بوسخ للفنون الدرامية ‏
.

## جوائز
حصل على جوائز منها:

وسام الاستحقاق في براندنبورغ

## وصلات خارجية
- هورست كراوزه على موقع IMDb (الإنجليزية)
- هورست كراوزه على موقع مونزينجر (الألمانية)
- هورست كراوزه على موقع ألو سيني (الفرنسية)
- هورست كراوزه على موقع أول موفي (الإنجليزية)
- هورست كراوزه على موقع قاعدة بيانات الأفلام السويدية (السويدية)
- هورست كراوزه على موقع قاعدة بيانات الفيلم (الإنجليزية)
- هورست كراوزه على موقع كينوبويسك (الروسية)